# Kvasz
A kvasz (oroszul: квас) erjesztett gabonaital. Első említése 989-ből való, Vlagyimir kijevi nagyfejedelem krónikájában. Napjainkban népszerű ital Oroszországban, Fehéroroszországban, Ukrajnában, Lengyelországban, Litvániában, Lettországban, Észtországban és Finnországban.
Magyarországon kevéssé ismert, kereskedelmi forgalomban csak korlátozottan kapható. Ahol mégis elérhető, ott ún. soft drink formájában, azaz alkoholmentes, szénsavas üdítőitalként. Ezek az italok nem erjesztéses technológiával készülnek, hanem aromaanyagok és szén-dioxid hozzáadásával.

## Története

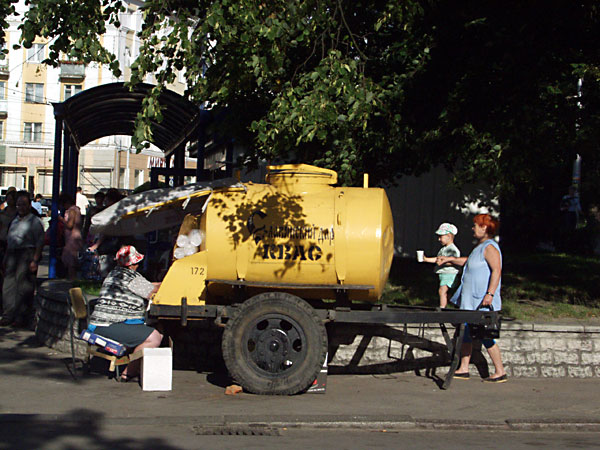
Utcai kvaszárus Kalinyingrádban, az 1990-es évek elején

A kvasz ősidők óta közismert ital Kelet-Európában. Hasonlóan a többi gabonából készült, erjesztett italhoz, mint az egyiptomiak által árpából készített söre, az afrikaiak köleses söre, az ázsiaiak rizsből készült bora, valamint az amerikai őslakosok kukoricából vagy maniókából készült itala, a chicha. A kvasz első említése 989-ből való. Oroszországban I. (Nagy) Péter cár uralkodása alatt vált népszerű itallá a társadalom minden rétegében. Később, a 17. században a parasztok, a társadalom alacsonyabb rétegeiből származó állampolgárok és a szerzetesek fogyasztották leginkább, valójában még hasznos is volt számukra, hogy több kvaszt ittak, mint vizet. 
Valaha a legtöbb szláv nyelvű országban fogyasztották, majdnem minden városban voltak utcai árusok. Ma egy több millió dolláros üzlet alapja. Korábban csak a nyári hónapokban árulták, ma már egész évben elérhetőek palackozott változatai.

## A kvasz összetétele, előállítása

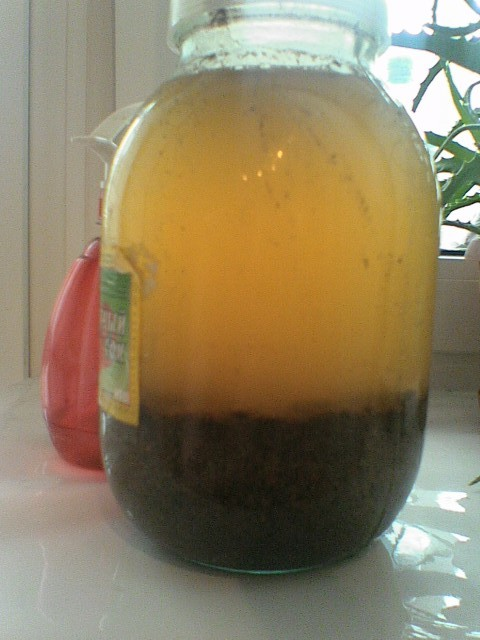
Befőttes üvegben erjedő kvasz

Házilag is könnyen előállítható ital. Szinte kizárólag gabonából, elsősorban rozsból készül. Rozskenyérdarabokat karamellizálnak (pirítanak) sütőben, majd arra vizet öntenek, cukorral vagy mézzel dúsítják, esetleg mentalevéllel, ribizlilevéllel, tormával stb. ízesítik, majd élesztő hozzáadásával általában 24 óráig erjesztik. Magyarországon erre sütőélesztőt is lehet használni, de Oroszországban, Kazahsztánban stb. a házi készítésű kvasz erjesztéséhez is speciális kvasz-élesztőkultúrát használnak.
A kereskedelmi forgalomba kerülő változatai – főként az olcsóbbak – a többi üdítőitalhoz hasonlóan cukor, szén-dioxiddal dúsított víz, malátakivonat és mesterséges ízesítők felhasználásával készülnek. A nevesebb márkák már kisebb-nagyobb változtatásokkal, de követik az eredeti, tradicionális előállítási folyamatot.
A kvaszt hagyományosan szűretlenül, a benne lévő élesztővel együtt szolgálják fel. Ennek köszönhető egyedi íze és magas B-vitamin-tartalma.

## A kvasz előnyei, élettani hatása

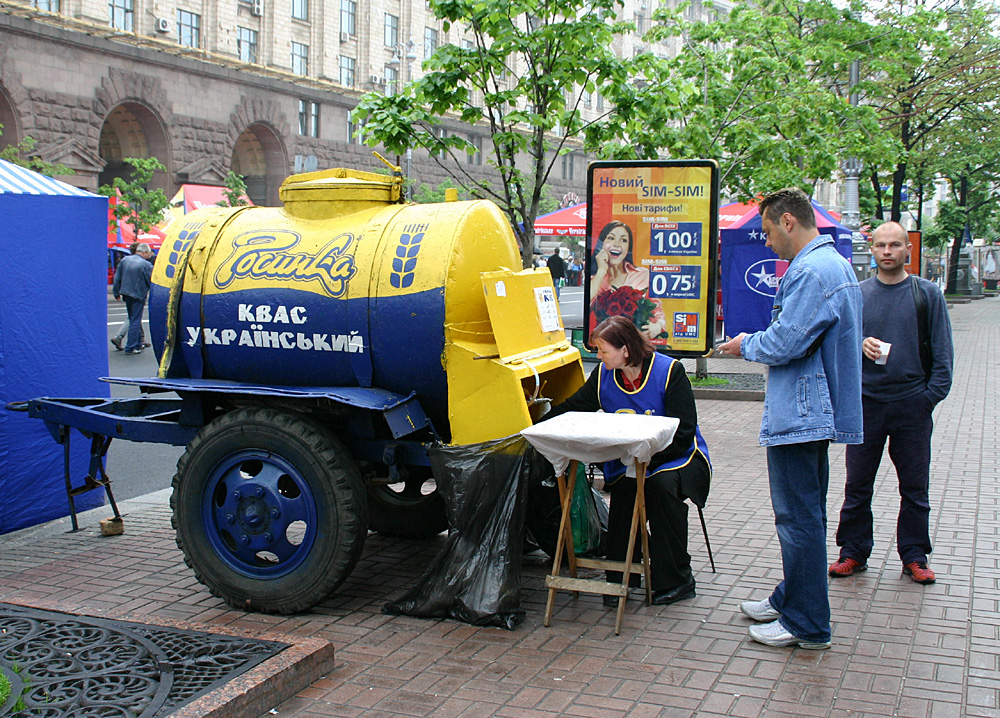
Utcai árus Kijevben (2005)

Élettani hatása sok esetben hasonló a kefirekéhez vagy a kumiszéhoz. Kiválóan üdít, oltja a szomjat, magas B-vitamin-tartalma révén javítja az anyagcserét, szabályozza a gyomorműködést is. Tucatnyi aminosavat, számos mikroelemet tartalmaz, ezért a kvaszt ajánlják nehéz fizikai munkát végzőknek, például sportolóknak.
Meggátolja egyes, betegségeket okozó mikrobák szaporodását, baktericid hatása bizonyított.

## A kvasz Oroszországban

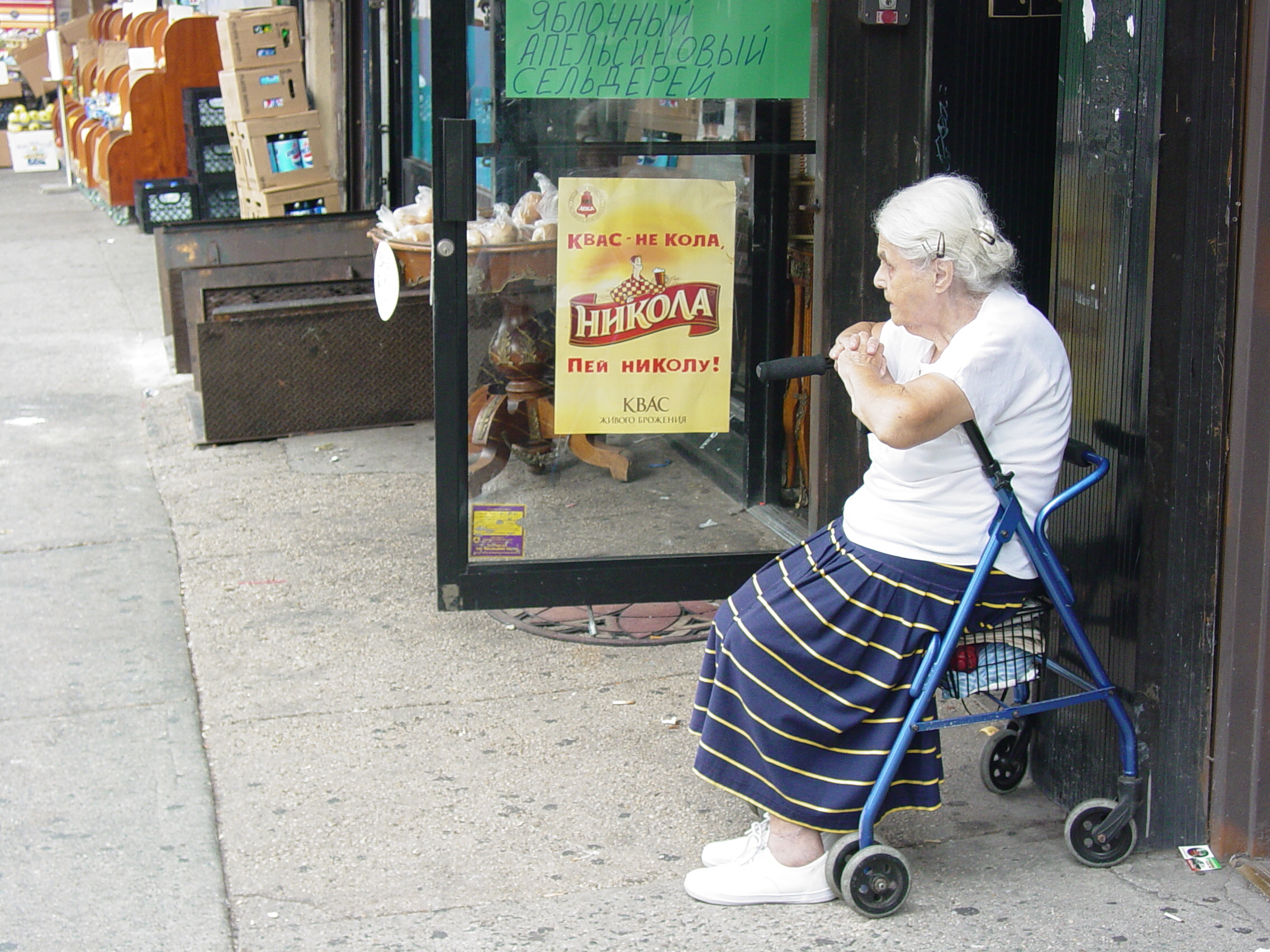
Egy hirdetés hangsúlyozza a New York-i Brighton Beachben, hogy „A kvasz nem kóla”

Habár a nyugati üdítőitalok bevezetése – mint a Coca-Cola és a Pepsi – negatívan hatott a kvasz eladhatóságára, ma már a kóla helyi alternatívájaként tekintenek rá. Például az orosz Nyikola (neve hasonlóan hangzik, mint oroszul a „nem kóla” kifejezés) cég úgy próbálja védeni saját kvasz termékét, hogy bevezetett egy kampányt, amelyben hangsúlyozza, hogy az nem kóla.
A moszkvai bázisú Business Analytica 2008-as becslése szerint a kvasz fogyasztása megháromszorozódott 2005 óta, és az egy főre jutó, éves kvaszfogyasztás 2008-ban, Oroszországban 3 liter volt. 2005 és 2007 között a kóla részesedése a moszkvai üdítőital-piacon 37%-ról 32%-ra csökkent. Eközben a kvasz mintegy megkétszerezte részesedését, és 2007-ben elérte a 16%-ot. Válaszul a Coca-Cola 2007 májusában elindította saját kvasz termékének a forgalmazását. Ez volt az első alkalom, hogy egy külföldi tulajdonú cég betört az orosz kvasz piacára. Nem sokkal később a Pepsi ugyancsak megállapodást kötött egy kvaszgyártóval.
Kvasz felhasználásával készül az Oroszországban népszerű, nyári hideg leves, az okroska (окрошка).

## A kvasz Lettországban

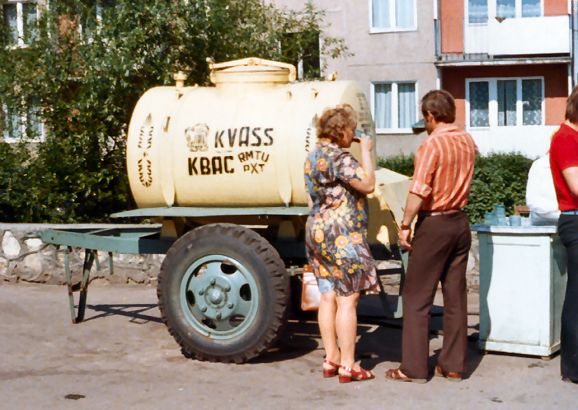
Utcai árus Rigában (1977)

A Szovjetunió 1991-es felbomlását követően az utcai árusok eltűntek Lettországból, köszönhetően annak, hogy a korábbinál szigorúbb egészségügyi törvények megtiltották a kvasz utcai kereskedelmét. Ezt követően a Coca-Cola hamar vezető szerepre tett szert az üdítőital-piacon, mígnem 1998-ban a helyi üdítőital-ipar agresszív kampányba és palackozott kvasz árusításába kezdett. A eladási mutatók emelkedését az is segítette, hogy a palackozott kvaszt fele annyiért árulták, mint a Coca-Colát. Mindössze 3 év leforgása alatt 30%-os piaci részesedésre tett szert az üdítőitalok piacán Lettországban, míg a piacvezető Coca-Coláé 65%-ról 44-re csökkent. A folyamat hasonlóan játszódott a többi balti államban és Oroszországban is. A Coca-Cola válaszul megvett néhány kvaszt gyártó üzemet és maga is kvasz forgalmazásába kezdett.

## Hasonló italok
Egyéb alacsony alkoholtartalmú, alkoholos, ecetsavas, ill. tejsavas erjedéssel készült italok a világból:
- Boza
- Kumisz
- Chicha
- Ibwatu
- Kombucha
- Malta
- Toddy
- Rivella

## Lásd még
- Kvaszreceptek

## További információ
- fermentator.blog.hu Archiválva 2012. június 27-i dátummal a Wayback Machine-ben
- garum.blog.hu